# Leon Sapieha

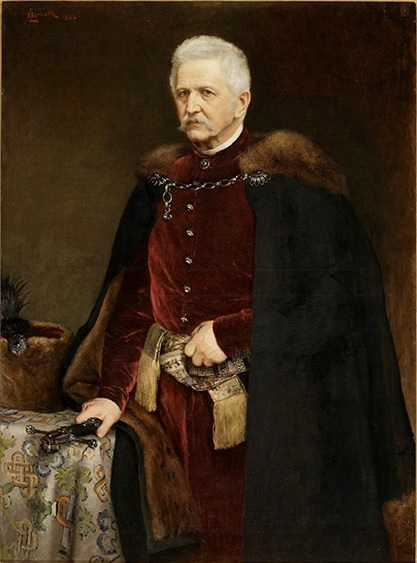
Leon Sapieha 1882

Leon Fürst Sapieha (* 18. September 1802 in Warschau; † 11. September 1878 auf Schloss Krasiczyn, Bezirk Przemyśl, Galizien) war ein polnischer Magnat aus dem Hause Sapieha, Großgrundbesitzer, Bankier, Eisenbahnunternehmer und Politiker im österreichisch beherrschten Galizien. Er war von 1861 bis 1876 Mitglied des galizischen Landtags, 1861–1875 auch dessen Landmarschall, sowie von 1861 bis zu seinem Tod Mitglied des österreichischen Herrenhauses.

## Leben

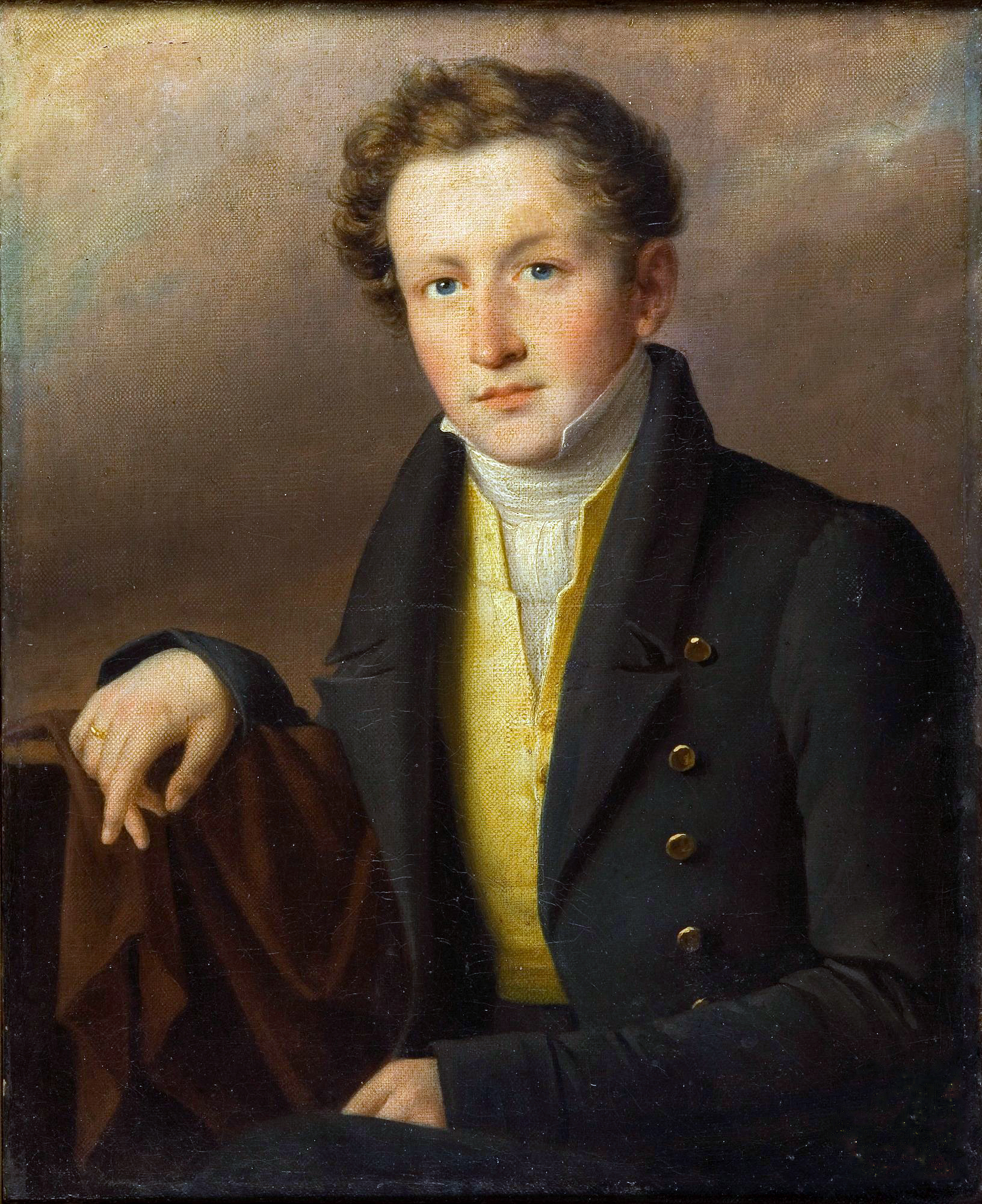
Leon Sapieha 1827

Leon Sapieha war Sohn des Fürsten und Litauischen Groß-Schwertträgers Alexander Sapieha (* 3. September 1773 in Straßburg i. E.; † 9. September 1812 in Dereczyn) und dessen Ehefrau Gräfin Anna Zamoyska. Der Vater starb bereits im Alter von 39 Jahren. Sein Sohn Leo war damals erst 10 Jahre alt. Er erhielt zunächst Hausunterricht und besuchte dann Schulen in Warschau. Von 1820 bis 1824 studierte er Rechts- und Staatswissenschaften in Paris und Landwirtschaft in Edinburgh. 
Danach trat er als Bergrat in den Staatsdienst des unter russischer Herrschaft stehenden Kongresspolen, 1828 wurde er Kammerherr im Ministerium von Franciszek Ksawery Drucki-Lubecki. Im Novemberaufstand 1830 stand er auf der Seite der Aufständischen. Er wurde Adjutant von Józef Bem und Artillerie-Offizier. Nach der Niederlage der Aufständischen floh er aus dem russischen Kongresspolen zunächst nach London. Seine Güter in Russisch-Polen wurden konfisziert. Dann ließ er sich im österreichischen Galizien nieder, wo er zunächst auf seinem Gut Piskorowice lebte, dann auf seinem Gut Krasiczyn.
Um die schlechte wirtschaftliche Lage in Galizien zu heben, betrieb er die Gründung einer galizischen Landesbank, deren Einlagen von den Landstände garantiert werden sollten. Im November 1841 erfolgte die Gründung des Galicyjskie Towarzystwo Kredytowe Ziemskie (Galizische Landeskreditanstalt) durch die Stände und Leon Sapieha wurde zum ersten Präsidenten der Bank ernannt.
Auch betrieb er die Gründung der K. K. Galizische Landwirtschafts-Gesellschaft (C. k. Galicyjskie Towarzystwo Gospodarskie; GTG) und wurde zu deren Präsidenten gewählt. Diese begann im Jahr 1856 mit der Eröffnung landwirtschaftlicher Schulen (die erste Schule wurde in Dublany eröffnet). Er selbst legte auf seinen Besitzungen Mustergüter an. 1856 erfolgte auch die Gründung der Galizischen Carl Ludwig-Bahn (Krakau–Lemberg), deren Präsident er wurde. Er nahm wesentlichen Einfluss auf die Gründung der Galizischen Sparkasse in Lemberg. Später wurde er Direktor der Filiale der Anglo-Österreichischen Bank in Lemberg. Später wurde er für einige Zeit Leiter des Generalrates der Bank.
Leon Sapieha ließ 1867 den Sapieha-Palast in Lwiw errichten. Nach dem Gründerkrach 1873 erlitt er durch Geschäfte mit Victor Ofenheim von Ponteuxin große wirtschaftliche Verluste.

## Politik
Sapieha war ein Gegner des Krakauer Aufstandes von 1846. Als Berater des österreichischen Gouverneurs in Galizien, Franz Seraph von Stadion, vermittelte er zwischen der österreichischen Regierung und den einheimischen Eliten in Galizien. Nach der Märzrevolution 1848 war er Sprecher einer Deputation Galiziens zum Kaiser nach Wien. Er nahm im Juni 1848 am Slawenkongresses in Prag teil, wo er die ruthenische Sektion leitete  und sich für ein einheitliches Agieren der Polen und Ruthenen (d. h. Ukrainer und Russinen) in Ostgalizien einsetzte. Im Herbst 1848 wohnte er dem Reichstag in Kremsier bei. 
Nachdem 1861 der Galizische Landtag neu gebildet wurde, wurde er von der Kurie der Gutsbesitzer in den Landtag gewählt und dort zu seinem Landmarschall (Präsident) ernannt und blieb dies bis 1875. Daneben war er seit 1861 erbliches Mitglied des Herrenhauses (Oberhaus des österreichischen Reichsrats).

## Familie
Leon Fürst Sapieha heiratete am 19. Dezember 1825 Jadwiga (Hedwig) geborene Gräfin Zamoyska (* 9. Juli 1806). Aus der Ehe gingen vier Söhne und vier Töchter hervor. Die meisten der Kinder starben jung, als Erbe überlebte der Sohn Adam Stanisław Sapieha (1828–1903), dem Leon Sapieha 1856 die Verwaltung der Familiengüter übergab. Der Landwirt Władisław, der Politiker Paweł und der Kardinal Adam Stefan Sapieha waren seine Enkel.